# 1876 Napolitania
1876 Napolitania (1970 BA) là một tiểu hành tinh vành đai chính bên trong được phát hiện ngày 31 tháng 1 năm 1970 bởi C. Kowal ở Palomar.